# 광주동신대학교한방병원
광주동신대학교한방병원(光州東新大學校韓方病院)은 광주광역시 남구에 위치한다. 동신대학교 한의과대학 부속 한방병원이다.

## 같이 보기
- 동신대학교
- 한의과대학